# Военно-воздушные силы Вьетнама
Военно-воздушные силы и войска противовоздушной обороны Вьетнамской народной армии (вьет. Không Quân Nhân Dân Việt Nam) — один из видов Вооружённых сил Вьетнама. Официально были сформированы 1 мая 1959 года. Основу технического парка составляют советские/российские самолёты и вертолёты. Вьетнам имеет около 550 военных самолётов и вертолётов. Основной задачей ВВС Вьетнама является защита вьетнамского воздушного пространства и обеспечение воздушного прикрытия для операций Вьетнамской народной армии.

## История

### 1945—1964 годы (Северный Вьетнам)
Демократическая Республика Вьетнам была провозглашена на всей вьетнамской территории Хо Ши Мином в Ханое 2 сентября 1945 года. Первыми самолётами вьетнамской армии стали два учебных самолёта — британский биплан Тайгер Мот и французский высокоплан Моран-Сольнье, которые принадлежали императору Бао Дай. В 1945 году Бао Дай передал самолёты вьетнамскому правительству. К декабрю 1946 года антиколониальное восстание превратилось в полномасштабную национально-освободительную войну. Вьетнамская народная армия вела успешные наступательные операции на земле, но она была практически бессильна против действий французской авиации.
9 марта 1949 года по инициативе Во Нгуен Зяпа Министерство обороны занялось организацией Исследовательского комитета ВВС (Ban Nghien Cuu Khong Quan) для изучения способов ведения воздушной войны. Одним из первых шагов комитета стал отбор кандидатов в лётчики, техники, авиационные метеорологи. Методика подготовки базировалась на французских наставлениях, в качестве инструкторов привлекли находившихся в плену со времён окончания Второй мировой войны немцев и японцев. Самолёты Тайгер Мот и Моран-Сольнье использовались в качестве учебных парт для лётчиков и механиков.
Первым вьетнамским лётчиком стал Нгуен Дак Вьет. 15 августа 1949 года Вьет оторвал от земли Тайгер Мот. Лётчик набрал высоту 900 м, когда самолёт неожиданно перешёл в пикирование (видимо, по причине технической неисправности). Вьет чудом посадил машину, которая после соприкосновения с землёй восстановлению уже не подлежала. Тем не менее, полёт Нгуен Дак Вьета вошёл в историю авиации Вьетнама: впервые в небо ДРВ поднялся самолёт с вьетнамскими опознавательными знаками.
Дальнейшее развитие авиации в Северном Вьетнаме началось в 1956 году, когда группа из 110 человек была отправлена для обучения в СССР и Китай. В Китае им предстояло пройти обучение на транспортных самолётах Ли-2 и вертолётах Ми-4. В Советский Союз отправилась группа из 30 человек, которым предстояло освоить самолёты Ил-14, Ан-2, вертолёты Ми-4 и реактивные истребители МиГ-15. Первая группа лётчиков вернулась из Китая после трёхлетнего обучения и сразу же стала передавать свой опыт и знания другим. В начале 1959 года началась подготовка экипажей самолётов Ил-14, Ан-2, Ли-2 и вертолётов Ми-4. Этим экипажам предстояло стать базой для формирования транспортного авиационного полка. Датой формирования 919-го авиационного транспортного полка (Trung Doan Khong Quan Van Tai 919) стало 1 мая 1959 года, спустя несколько месяцев были сформированы 910-й учебный авиационный полк (Trung Doan Khong Quan 910) и авиационное училище ВВС (Truong Doan Khong Quan Viet Nam). В 1962 году в СССР прибыло несколько вьетнамцев для обучения полётам на самом современном тогда советском истребителе МиГ-21. Шло обустройство взлётно-посадочных полос. К началу 1959 года Северный Вьетнам имел развитую аэродромную сеть.
В июне 1963 года было принято решение объединить ВВС и ПВО (Phong Khong — Khong Quan Nhan Dan Viet Nam). 22 октября 1963 года командующим войсками ВВС и ПВО стал генерал-полковник Фанг Ти Тай.

### 1964—1974 годы (Северный Вьетнам)
Учебно-боевой самолёт Т-28 «Троян» стал первым истребителем ВВС Северного Вьетнама. Он достался коммунистам, когда лётчик Королевских ВВС Лаоса угнал самолёт и перелетел с ним в Северный Вьетнам. Северяне использовали его в качестве ночного истребителя. 15 февраля 1964 года именно на T-28 ВВС ДРВ одержали первую победу в воздушном бою, сбив американский транспортный самолёт С-123 «Провайдер».
Первые лётчики завершили курс обучения пилотированию и боевому применению истребителя МиГ-17 в СССР и КНР к концу 1962 года, после чего вернулись во Вьетнам. В феврале 1964 года в Ханой из Советского Союза прибыли первые реактивные самолёты — 36 истребителей МиГ-17 и учебно-тренировочных МиГ-15УТИ. Был сформирован 921-й истребительный авиационный полк, но он базировался на аэродромах материковой части Китая. Известный инцидент с атакой северовьетнамскими торпедными катерами эсминца ВМС США «Мэддокс», произошедшим в августе 1964 года в Тонкинском заливе, послужил поводом для начала воздушной кампании против ДРВ. Министерство срочно отдало команду 921-му истребительному авиаполку перебазироваться из Китая на родину: 6 августа полк прибыл на аэродром Нойбай. 7 сентября 1964 года был сформирован 923-й истребительный авиационный полк. На вооружении 923-го полка находились самолёты МиГ-17, на вооружении 921-го — МиГ-17 и более современные МиГ-21. В конце 1960-х годов на вооружении у Вьетнама появились бомбардировщики Ил-28, но в боях они не использовались. Позднее, в 1972 году северо-вьетнамские Ил-28 совершили один боевой налёт (операция «1-0-2») на территорию Лаоса. В ходе удара был выведен из строя аэродром и полностью разгромлена база королевских войск Лаоса и США — Бум Лонг (Bouam Long Camp LS-32), по другим данным, ущерб был незначительным, но погибла дюжина гражданских лиц. В ходе налёта чуть не произошёл воздушный бой ВВС Северного и ВВС Южного Вьетнама, однако южане отступили.
3 апреля 1965 года произошёл первый воздушный бой между северо-вьетнамскими и американскими лётчиками. ВВС Вьетнама утверждали, что сбили два самолёта ВМС США F-8 «Крусейдер», американцы не подтвердили безвозвратные потери, но указали что F-8 лейтенант-коммандера Спэнса вернулся на аэродром в подбитом состоянии с тяжёлыми повреждениями. 3 апреля правительство страны объявило Днём ВВС Вьетнама. Уже 4 апреля звено из четырёх МиГ-17 атаковало ударную группу из 69 американских истребителей-бомбардировщиков (21 «Суперсейбр», 46 «Тандерчифов» и 2 «Вуду»). В ходе неравного воздушного боя (только одна эта американская группа количественно превосходила все ВВС ДРВ) «МиГи» сбили два сверхзвуковых истребителя-бомбардировщика F-105 «Тандерчиф», которые при полной бомбовой нагрузке летели атаковать мост Хам Жонг. Вьетнамцы потеряли три МиГ-17.
С целью наилучшего использования ограниченного количество истребителей было принято решения стянуть все самолёты в район Ханоя. ВВС уже имели на вооружении не уступавшие по лётно-тактическим данным американским самолётам истребители МиГ-21, но «рабочей лошадкой» истребительных полков ВВС оставался МиГ-17. Командование ВВС возлагало большие надежды на совместные действия истребителей двух типов, которые позволили бы использовать сильные стороны самолётов обоих типов. Истребители ВВС Вьетнама практиковали тактику атак из засады. МиГи выполняли атаку сразу с нескольких направлений и после того как сбивали несколько американских самолётов, заставляли других сбрасывать авиабомбы преждевременно и выполнять противосамолётный манёвр. МиГи не ждали ответных действий и быстро ретировались с места боя. Такая «партизанская война в воздухе» давала свои плоды. По данным авиационного историка Диего Зампини в декабре 1966 года лётчики 921 истребительного полка на МиГ-21 сбили 14 самолётов F-105 не понеся потерь (по данным британского исследователя Криса Хобсона всего за декабрь 1966 года в Юго-Восточной Азии было потеряно 7 F-105 по всем причинам).
Однако МиГ-21 в первую неделю января 1967 года подверглись сокрушительному разгрому со стороны лётчиков полковника Робина Олдса из 8-го тактического истребительного авиакрыла ВВС США: в ходе Операции «Боло» в двух воздушных боях, 2 и 6 января, экипажи F-4C сбили согласно данным независимых исследователей девять истребителей МиГ-21 (по официальным данным Вьетнама 2 и 6 января было потеряно только 7 МиГ-21, 6 пилотов были спасены и только 1 погиб). Временно боевые вылеты МиГ-21 пришлось прекратить.
Главная задача ВВС Вьетнама состояла в обороне Северного Вьетнама, поэтому до последних этапов войны авиация ДРВ не проводила воздушных операций в Южном Вьетнаме. Однако авиация иногда выполняла налёты на корабли ВМС США. 19 апреля 1972 года произошёл бой в Тонкинском заливе между несколькими кораблями ВМС США, обстреливающими побережье, и северовьетнамскими ВМФ и ВВС. В ходе боя, 250 килограммовой бомбой с МиГ-17 было уничтожено кормовое пятидюймовое орудие эсминца США «Хигби». Для ВМФ США, это была первая целенаправленная против США атака с воздуха на американские корабли со времён Второй мировой войны. Также, американцы полагают, что им впервые удалось сбить советскую крылатую ракету. По результатам боя, вьетнамцы отступили, а американцы продолжили обстрел побережья.
Главную роль в обеспечении противовоздушной обороны ДРВ выполняла не авиация, а зенитно-ракетные комплексы С-75 «Двина» и зенитная артиллерия. Большинство американских самолётов было сбито именно ими. МиГи ВВС Вьетнама избегали столкновения с американскими истребителями, если не чувствовали преимущества над ними. Американцам приходилось принуждать вьетнамцев к бою.
В феврале 1969 года министерством обороны было принято решение приступить к формированию третьего истребительного авиаполка. 925-й полк стал базироваться на аэродроме Йенбай, на вооружении находились истребители МиГ-17 и J-6 (китайская копия МиГ-19).
ВМС и ВВС США возлагали большие надежды на F-4 «Фантом». Надеясь что большая боевая нагрузка, совершенный бортовой радиолокационный комплекс, большая скорость в сочетании с новой тактикой обеспечит преимущество над МиГами. Но при столкновении с более манёвренными МиГ-21, F-4 стали терпеть поражения. С мая по декабрь 1966 года США в воздушных боях потеряли 14-47 самолётов, уничтожив при этом только 12 вражеских истребителей. С апреля 1965 по ноябрь 1968 года, над Северным Вьетнамом было проведено 268 воздушных боёв, ВВС ДРВ утверждали, что сбили 244 самолётов, а потеряли 85 МиГов.
Одно из крупнейших воздушных сражений 1972 года имело место утром 10 мая, когда самолёты F-4, А-6 и А-7 авиации флота США атаковали Хайдуонг, а также мосты в Лайву и Фулоунг. На защиту переправ с аэродрома Кип взлетели истребители Вьетнама. Вьетнамцы утверждали что сбили 7 «Фантомов» (США подтвердили 5), американцам удалось сбить два МиГ-21, три МиГ-17 и один МиГ-19. 18 мая вьетнамцы сбили 4 «Фантома», не понеся потерь, американцы в тот день потеряли один «Фантом».
В общей сложности за 1972 год между американскими и вьетнамскими самолётами произошло 201 воздушный бой. ВВС Вьетнама утверждали что потеряли 54 Мига (в том числе 36 МиГ-21), но сбили 90 самолётов США.
У лётного состава легендой стало имя полковника Туна. Легенда о «полковнике Туне» появилась в середине Вьетнамской войны. Во время боёв между Народными ВВС Вьетнама и ВМС США американские пилоты, как сообщается, часто видели принадлежащие Народным ВВС самолёты МиГ-17 с номером 3020, а также МиГ-21 с номером 4326, на носах которых было нарисовано по тринадцать символов красных звёзд, что означало, что данные самолёты сбили тринадцать самолётов противника. При этом при прослушивании радиосообщений, которыми вьетнамские лётчики обменивались с наземными силами или между собой, американцы якобы слышали регулярное повторение слова «Тун» или «Томб». Появилась информация, что это слово является именем легендарного лётчика. С этого времени возникла легенда о вьетнамском «суперасе» Туне. Больше всего слухов о «Туне» распространялось среди американских пилотов в период с 1967 по 1972 год: к этому времени он стал своего рода легендой среди лётчиков, а сведения о нём обрастали всевозможными слухами. Так, «Туну» в скором времени «присвоили» звание «полковник», а также «дали» ему имя «Нгуен», весьма распространённое во Вьетнаме. В некоторых документах также появились свидетельства, что его зовут «Нгуен Тун». Эти слухи повлияли на психическое состояние некоторых американских пилотов, в результате чего они в спешке сбрасывали бомбы ещё до достижения цели или просто ретировались при появлении самолёта «МиГ».
Слухи продолжали ходить до 10 мая 1972 года, когда МиГ-17 под номером 3020, как сообщалось, был сбит самолётом F-4 Phantom II ВМС США, которым управляли лейтенанты Рэнди «Дюк» Каннингем (пилот) и Уильям «Айриш» Дрисколл (штурман). После этого легенда о «полковнике Туне» в рядах лётчиков ВМС США постепенно сошла на нет.
В декабре 1972 года президент Никсон решил разрубить вьетнамский узел силами Стратегического авиационного командования ВВС США. В ходе операции «Лайнбэйкер II» стратегические бомбардировщики Боинг В-52 «Стратофортресс» выполнили более 3000 вылетов и сбросили порядка 40 000 тонн взрывчатки. Основные удары пришлись по системе ПВО Северного Вьетнама. За короткий промежуток времени американцы почти сумели сделать то[что?], чего не могли выполнить долгие годы.
Все учебно-тренировочные самолёты ВВС ДРВ были уничтожены в ходе налётов, после чего подготовку лётчиков пришлось перенести на территорию Китая, но авиационные училища по-прежнему оставались в ведении штаба ВВС ДРВ. В конце 1973 года процесс обучения курсантов удалось восстановить почти в том же масштабе, что существовал до начала операции «Лайнбэйкер II». Остро ощущалась нехватка материальной части: на один самолёт приходилось до десяти курсантов. Обучение велось, главным образом на МиГ-17 из 923-го авиаполка, рассредоточенным по китайским аэродромам. Хотя вьетнамцы сообщали о 81 сбитом самолёте во время операции «Лайнбэйкер II», американцы признали сбитыми лишь 27 самолётов (в том числе 15 B-52).
В мае 1975 года война в Индокитае подошла к своему завершению — танки Народной армии Вьетнама вошли в Сайгон — столицу Вьетнама Южного. 28 апреля 1975 года в ходе Весеннего наступления ВВС ДРВ подвергли бомбардировкам авиабазу Таншоннят.
В ходе Войны во Вьетнаме ВВС Вьетнама эксплуатировали истребители МиГ-17Ф, J-5, МиГ-19 (J-6), МиГ-21Ф-13, МиГ-21ПФ, МиГ-21ПФМ и МиГ-21МФ. Потери (см. Потери самолётов во Вьетнамской войне) авиации Северного Вьетнама составили примерно 154 МиГа.

### 1975 год — настоящее время
В финальной части Весеннего наступления (Операция Хо Ши Мин) ВВС ДРВ не играли главной роли. В операции участвовало только шесть захваченных лёгких штурмовика Сессна A-37 «Дрэгонфлай». Чтобы не допустить возможности нанесения воздушных ударов американской авиации позиций коммунистов в Южный Вьетнам перебазировали зенитно-ракетные комплексы С-75.
15 сентября 1972 года из 937, 918 и 917 полков была сформирована 372-я авиационная дивизия, а спустя два дня появилась 370-я авиационная дивизия, которая состояла из 925 истребительного полка (ИАП), 917 смешанного авиационного полка, и бывших южновьетнамских подразделений. После победы в войне было захвачено 877 самолётов бывших ВВС Республики Вьетнам. Из них 41 истребитель F-5 и 95 лёгких штурмовиков A-37. Когда Вьетнам вторгся в Камбоджу в 1979 году, A-37 активно применялся для поддержки наземных операций, так как эти самолёты более подходили для ударов с воздуха, чем МиГи. Захваченные у ВВС Южного Вьетнама F-5E, C-123, C-130 и UH-1 использовались в ВВС Вьетнама в течение многих лет после окончания войны.
31 мая 1977 года были созданы войска ПВО. Раздельное существование длилось до 3 марта 1999 года, когда ВВС поглотили все структуры, отвечающие за ПВО, тем самым два вида вооружённых сил снова воссоединились.
В период между 1953 и 1991 годами около 700 боевых самолётов, 120 вертолётов, а также 158 ракетных комплексов было поставлено в Северный Вьетнам из СССР и КНР. Даже сегодня три четверти вьетнамского оружия, стоящего на вооружении было поставлено в период Холодной войны.
Сегодня ВВС Вьетнама находятся в процессе модернизации. До сих пор эксплуатируются поздние модификации самолётов МиГ-21 и Су-22, однако идёт наращивание тесных военных связей с Россией и закупка новых истребителей завоевания превосходства в воздухе Су-27СК. На сегодняшний день у Вьетнама 12 таких самолётов. В 2004 году ВВС Вьетнама приобрели 4 Су-30МК2. В мае 2009 года был подписан контракт на поставку 12 таких самолётов для авиации ВМС. Был подписан контракт на сумму 300 млн долларов на поставку двух батарей современных ЗРК С-300ПМУ-1. Кроме ЗРК на вооружении противовоздушной обороны имеется примерно 300 зенитных орудий калибров 23, 37 и 57 мм.

### Перспективы
Правительство Вьетнама планирует заменить устаревшие Су-22 современным Су-34, который преимущественно является морским ударным самолётом, как только Су-34 будет поставляться на экспорт. Планируется замена УБС L-39 более новым самолётом, правительство склоняется к российскому Як-130. Планами предусмотрена закупка 12 Як-130 в период между 2015 и 2025 годами. Наиболее многочисленным самолётом ВВС Вьетнама является МиГ-21, планируется продолжить его эксплуатацию ещё на протяжении десяти лет, после чего он будет заменён другим типом лёгкого истребителя, возможно JAS-39 Gripen. Рассматривается возможность приобретения не менее двух самолётов ДРЛОУ. Недавно появившийся CASA EC-295 является наиболее предпочтительным вариантом.

### Лётчики-асы
Во время Вьетнамской войны многие лётчики ВВС Вьетнама удостоились звания «лётчик-ас». ВВС Северного Вьетнама не отделяли победы над беспилотными самолётами-разведчиками от прочих. Всего в ходе войны асами стали 16 северовьетнамских пилотов, что можно считать большим успехом для страны, до 1964 года не имевшей истребительной авиации. Почти все асы летали на МиГ-21, только 3 пилота стали асами на МиГ-17.
Одним из лётчиков-асов следует считать не вошедшего в данный список генерала ВВС Фам Туана (Phạm Tuân) — единственного пилота, который когда-либо сбил американский Б-52, управляя лёгким истребителем. По его собственному признанию он знал маршрут бомбардировщиков, летевших на бомбардировку его родной провинции, им двигало желание защитить земляков и зайдя в хвост Б −52 он выпустил все ракеты и вступил в бой с истребителями прикрытия имея в качестве средства защиты только боекомплект авиационной пушки. После окончания войны Фам Туан стал живой легендой Вьетнама. Как участник программы «Интеркосмос» он полетел в Космос.
| Имя             | Победы              | Самолёт       | Подразделение                       | Годы    |
| --------------- | ------------------- | ------------- | ----------------------------------- | ------- |
| Нгуен Ван Кок   | 11 (включая 2 БПЛА) | МиГ-21        | 921-й истребительный авиаполк       | 1967-69 |
| Май Ван Куонг   | 8                   | МиГ-21        | 921-й истребительный авиаполк       | 1966-68 |
| Нгуен Хонг Ни   | 8                   | МиГ-21        | 921-й/927-й истребительный авиаполк | 1966-72 |
| Фам Тхань Нган  | 8                   | МиГ-21        | 921-й истребительный авиаполк       | 1967-69 |
| Данг Нгок Нгы   | 7                   | МиГ-21        | 921-й истребительный авиаполк       | 1966-72 |
| Нгуен Ван Бэй   | 7                   | МиГ-17        | 923-й истребительный авиаполк       | 1966-72 |
| Ле Хай          | 6                   | МиГ-17        | 923-й истребительный авиаполк       | 1967-72 |
| Ле Тхань Дао    | 6                   | МиГ-21        | 927-й истребительный авиаполк       | 1971-72 |
| Лыу Хюи Тяо     | 6                   | МиГ-17        | 923-й истребительный авиаполк       | 1966-68 |
| Нгуен Данг Кинь | 6                   | МиГ-21        | 921-й истребительный авиаполк       | 1967-68 |
| Нгуен Дук Соат  | 6                   | МиГ-21        | 921-й/927-й истребительный авиаполк | 1969-72 |
| Нгуен Нгок До   | 6                   | МиГ-21        | 921-й истребительный авиаполк       | 1967-68 |
| Нгуен Ньят Чиеу | 6                   | МиГ-17/МиГ-21 | 921-й истребительный авиаполк       | 1965-67 |
| Нгуен Тиен Сам  | 6                   | МиГ-21        | 921-й/927-й истребительный авиаполк | 1968-72 |
| Ву Нгок Динь    | 6                   | МиГ-21        | 921-й истребительный авиаполк       | 1966-70 |
| Нгуен Ван Нгиа  | 5                   | МиГ-21        | 927-й истребительный авиаполк       | 1972    |

## Структура
Общее руководство ВВС Вьетнама осуществляет Высшее Командование ВВС и ПВО.

### Дивизии и полки ВВС и ПВО СРВ
| Дивизия                                 | Полк                                      | Наименование                  | Техника | База      |
| --------------------------------------- | ----------------------------------------- | ----------------------------- | --- | --------- |
| 371-я дивизия ВВС (Thăng Long Air Wing) | 921-й истребительный полк                 | «Красная звезда»              | Су-22M-4/УM-3K | Йенбай    |
| 371-я дивизия ВВС (Thăng Long Air Wing) | 923-й истребительно-бомбардировочный полк | «Йентхе» (Yên Thế)            | Су-30МК2 | Шаованг   |
| 371-я дивизия ВВС (Thăng Long Air Wing) | 927-й истребительный полк                 | «Ламшон» (Lam Sơn)            | Су-30МК2 | Кеп       |
| 371-я дивизия ВВС (Thăng Long Air Wing) | 916-й вертолётный полк                    | «Бави» (Ba Vì)                | Ми-6, Ми-8, Ми-24Д, Ми-171                                                                                              | Хоалак    |
| 371-я дивизия ВВС (Thăng Long Air Wing) | 918-й транспортный полк                   | «Хонгха» (Hồng Hà)            | Ан-2, Ан-26, Ан-30, M-28                                                                                                | Зялам     |
| 372-я дивизия ВВС (Hai Van Air Wing)    | 929-й истребительно-бомбардировочный полк | «Сонча» (Sơn Trà)             | Су-22M4 | Дананг    |
| 372-я дивизия ВВС (Hai Van Air Wing)    | 930-й вертолётный полк                    |                               | Ми-8, Ми-171 | Дананг    |
| 372-я дивизия ВВС (Hai Van Air Wing)    | 940-й истребительно-тренировочный полк    | «Тэйшон» (Tây Sơn)            | Сu-27СKM/УБK/ПУ | Куинён    |
| 370-я дивизия ВВС (Lê Lợi Air Wing)     | 937-й истребительно-бомбардировочный полк | «Хаузянг» (Hậu Giang)         | Су-22M-4/УМ-3K | Фанранг   |
| 370-я дивизия ВВС (Lê Lợi Air Wing)     | 935-й истребительный полк                 | «Донгнай» (Đồng Nai)          | Су-30MK2 | Бьенхоа   |
| 370-я дивизия ВВС (Lê Lợi Air Wing)     | 917-й транспортный полк                   | «Донгтхап» (Đồng Tháp)        | UH-1H, Ми-8, Ми-171 | Таншоннят |
| Авиационное училище ВВС                 | 910-й учебный полк                        |                               | L-39C | Туихоа    |
| Авиационное училище ВВС                 | 920-й учебный полк                        |                               | Як-52 | Камрань   |
| 361-я дивизия ПВО                       | 218-й зенитный артиллерийский полк        | «Хоалы» (Hoa Lư)              | ЗСУ-23-4 «Шилка», С-75 «Двина», С-125 «Печора», 9К31 «Стрела-1», 9К35 «Стрела-10», «Бук», С-300 «Фаворит», «Панцирь-С1» | Ханой     |
| 361-я дивизия ПВО                       | 280-й зенитный артиллерийский полк        | «Хонглинь» (Hồng Lĩnh)        | ЗСУ-23-4 «Шилка», С-75 «Двина», С-125 «Печора», 9К31 «Стрела-1», 9К35 «Стрела-10», «Бук», С-300 «Фаворит», «Панцирь-С1» | Ханой     |
| 361-я дивизия ПВО                       | 236-й зенитно-ракетный полк               | «Да» (sông Đà)                | ЗСУ-23-4 «Шилка», С-75 «Двина», С-125 «Печора», 9К31 «Стрела-1», 9К35 «Стрела-10», «Бук», С-300 «Фаворит», «Панцирь-С1» | Ханой     |
| 361-я дивизия ПВО                       | 250-й зенитно-ракетный полк               | «Ханой» (Thăng Long)          | ЗСУ-23-4 «Шилка», С-75 «Двина», С-125 «Печора», 9К31 «Стрела-1», 9К35 «Стрела-10», «Бук», С-300 «Фаворит», «Панцирь-С1» | Ханой     |
| 361-я дивизия ПВО                       | 257-й зенитно-ракетный полк               | «Красное знамя»               | ЗСУ-23-4 «Шилка», С-75 «Двина», С-125 «Печора», 9К31 «Стрела-1», 9К35 «Стрела-10», «Бук», С-300 «Фаворит», «Панцирь-С1» | Ханой     |
| 361-я дивизия ПВО                       | 64-й зенитно-ракетный полк                |                               | ЗСУ-23-4 «Шилка», С-75 «Двина», С-125 «Печора», 9К31 «Стрела-1», 9К35 «Стрела-10», «Бук», С-300 «Фаворит», «Панцирь-С1» | Ханой     |
| 363-я дивизия ПВО                       | 240-й зенитно-артиллерийский полк         |                               | ЗСУ-23-4 «Шилка», С-75 «Двина», С-125 «Печора», 9К31 «Стрела-1», 9К35 «Стрела-10»                                       | Хайфон    |
| 363-я дивизия ПВО                       | 213-й зенитно-ракетный полк               |                               | ЗСУ-23-4 «Шилка», С-75 «Двина», С-125 «Печора», 9К31 «Стрела-1», 9К35 «Стрела-10»                                       | Хайфон    |
| 363-я дивизия ПВО                       | 238-й зенитно-ракетный полк               | «Халонг» (Hạ Long)            | ЗСУ-23-4 «Шилка», С-75 «Двина», С-125 «Печора», 9К31 «Стрела-1», 9К35 «Стрела-10»                                       | Хайфон    |
| 363-я дивизия ПВО                       | 285-й зенитно-ракетный полк               | Nam Triều                     | ЗСУ-23-4 «Шилка», С-75 «Двина», С-125 «Печора», 9К31 «Стрела-1», 9К35 «Стрела-10»                                       | Хайфон    |
| 365-я дивизия ПВО                       | 228-й зенитно-артиллерийский полк         | «Хамронг» (Hàm Rồng)          | ЗСУ-23-4 «Шилка», С-75 «Двина», С-125 «Печора», 9К31 «Стрела-1», 9К35 «Стрела-10», «Куб»                                | Бакзянг   |
| 365-я дивизия ПВО                       | 267-й зенитно-ракетный полк               | «Дьенбьен» (Điện Biên)        | ЗСУ-23-4 «Шилка», С-75 «Двина», С-125 «Печора», 9К31 «Стрела-1», 9К35 «Стрела-10», «Куб»                                | Бакзянг   |
| 365-я дивизия ПВО                       | 284-й зенитно-ракетный полк               | «Сонгла»                      | ЗСУ-23-4 «Шилка», С-75 «Двина», С-125 «Печора», 9К31 «Стрела-1», 9К35 «Стрела-10», «Куб»                                | Бакзянг   |
| 375-я дивизия ПВО                       | 224-й зенитно-артиллерийский полк         | «То Винь Зьен» (Tô Vĩnh Diện) | С-75 «Двина», С-125 «Печора», «Бук»                                                                                     | Дананг    |
| 375-я дивизия ПВО                       | 275-й зенитно-ракетный полк               | «Шокшон» (Sóc Sơn)            | С-75 «Двина», С-125 «Печора», «Бук»                                                                                     | Дананг    |
| 375-я дивизия ПВО                       | 282-й зенитно-ракетный полк               | «Тамзянг» (Tam Giang)         | С-75 «Двина», С-125 «Печора», «Бук»                                                                                     | Дананг    |
| 377-я дивизия ПВО                       | 591-й зенитно-артиллерийский полк         | «Чыонгшон» (Trường Sơn)       | С-75 «Двина», С-125 «Печора», «Бук», «Куб», «Панцирь-С1»                                                                | Камрань   |
| 377-я дивизия ПВО                       | 274-й зенитно-ракетный полк               | «Хунгвыонги» (Hùng king)      | С-75 «Двина», С-125 «Печора», «Бук», «Куб», «Панцирь-С1»                                                                | Камрань   |
| 367-я дивизия ПВО                       | 230-й зенитно-артиллерийский полк         | «Тхонгнят»                    | С-75 «Двина», С-125 «Печора», «Куб», С-300 «Фаворит»                                                                    | Хошимин   |
| 367-я дивизия ПВО                       | 261-й зенитно-ракетный полк               | «Thanh Loa»                   | С-75 «Двина», С-125 «Печора», «Куб», С-300 «Фаворит»                                                                    | Хошимин   |
| 367-я дивизия ПВО                       | 263-й зенитно-ракетный полк               | «Нгуен Хюэ» (Nguyễn Huệ)      | С-75 «Двина», С-125 «Печора», «Куб», С-300 «Фаворит»                                                                    | Хошимин   |
| 367-я дивизия ПВО                       | 276-й зенитно-ракетный полк               |                               | С-75 «Двина», С-125 «Печора», «Куб», С-300 «Фаворит»                                                                    | Хошимин   |
| 367-я дивизия ПВО                       | 93-й зенитно-ракетный полк                |                               | С-75 «Двина», С-125 «Печора», «Куб», С-300 «Фаворит»                                                                    | Хошимин   |

### Музеи Военно-воздушных сил
Существует два музея ВВС Вьетнама: Вьетнамский музей ВВС в Ханое и Вьетнамский музей ВВС в Хошимине.

### Рода войск
| Авиация | Зенитно-ракетные войска | Зенитная Артиллерия | ВДВ | Радиолокационная разведка |
| ------- | ----------------------- | ------------------- | --- | ------------------------- |
|         |                         |                     |     |                           |

## Авиационная техника
Большинство самолётов и вертолётов было поставлено из СССР и Китая, однако на вооружении осталась и западная техника, предназначавшаяся для Южного Вьетнама.
| Фото                         | Наименование                 | Страна-производитель         | Назначение                                  | Модификации                         | Количество                   | Комментарии |
| Учебно-тренировочная авиация | Учебно-тренировочная авиация | Учебно-тренировочная авиация | Учебно-тренировочная авиация                | Учебно-тренировочная авиация        | Учебно-тренировочная авиация | Учебно-тренировочная авиация                                                                                                  |
| ---------------------------- | ---------------------------- | ---------------------------- | ------------------------------------------- | ----------------------------------- | ---------------------------- | --- |
|                              | Aero L-39 Albatros           | Чехословакия                 | Учебно-боевой самолёт                       | L-39C                               | 26                           | Дозвуковой реактивный учебно-боевой самолёт                                                                                   |
|                              | Як-52                        | СССР                         | Спортивно-тренировочный самолёт             | Як-52                               | 36                           | |
| Ударная авиация              |                              |                              |                                             |                                     |                              | |
|                              | Су-30                        | Россия                       | Многоцелевой истребитель                    | Су-30МК2                            | 35                           | Заказано более 12 единиц |
|                              | Су-27                        | Россия                       | Истребитель завоевания господства в воздухе | Су-27СК/УБК                         | 12                           | Су-27СК: 7; Су-27УБК: 5 |
|                              | Су-22                        | СССР                         | Истребитель-бомбардировщик                  | Су-22М3/4, Су-22УМ3K                | 38                           | + 50 единиц на хранении 54 Су-22M3/М4 были модифицированы в 1998 году. 40 Су-22M3K/M4 были заказаны в 2005 году               |
|                              | МиГ-21                       | СССР                         | Истребитель                                 | МиГ-21бис, МиГ-21 «Бизон», МиГ-21УМ | 144                          | |
| Транспортная авиация         |                              |                              |                                             |                                     |                              | |
|                              | CASA C-295                   | Испания                      | Транспортный самолёт                        | C-295M                              | 3                            | |
|                              | Ан-26                        | СССР                         | Транспортный самолёт                        | Ан-26                               | 30                           | |
|                              | Ан-2                         | ПНР                          | Лёгкий многоцелевой самолёт                 | Ан-2ТД                              | 15                           | |
|                              | PZL M28 Skytruck             | Польша                       | Лёгкий многоцелевой самолёт                 | M-28                                | 1                            | В 2005 году Вьетнам приобрёл два PZL M28-1R (M-28B) у Польши. В ноябре 2005 года один PZl M-28 ВВС Вьетнама потерпел крушение |
| Вертолёты                    |                              |                              |                                             |                                     |                              | |
|                              | Ми-24                        | СССР                         | Ударный вертолёт                            | Ми-24                               | 26                           | |
|                              | Ми-8                         | СССР                         | Транспортный вертолёт                       | Ми-8                                | 70                           | |
|                              | Ми-17                        | Россия                       | Транспортный вертолёт                       | Ми-17/171                           | 68                           | |
|                              | UH-1H Huey                   | США                          | Многоцелевой вертолёт                       | UH-1H                               | 15                           | |

## Техника ПВО
| Фото                | Наименование       | Страна-производитель | Назначение                            | Модификации         | Число пусковых установок      | Число ракет               | Комментарии        |
| Ракетные комплексы  | Ракетные комплексы | Ракетные комплексы   | Ракетные комплексы                    | Ракетные комплексы  | Ракетные комплексы            | Ракетные комплексы        | Ракетные комплексы |
| ------------------- | ------------------ | -------------------- | ------------------------------------- | ------------------- | ----------------------------- | ------------------------- | ------------------ |
|                     | С-300              | Россия               | ЗРС дальнего действия                 | С-300ПМУ-2          | 2 батареи(+4 заказаны), 12 ПУ | 75 ракет (+150 заказаны)  |                    |
|                     | Бук                | Россия               | ЗРК среднего радиуса действия         | Бук-М2Е             | 6 батарей, 36 ПУ              | 200 ракет 9M317           |                    |
|                     | Панцирь-С1         | Россия               | ЗРПК ближнего действия                | Панцирь-С1          | 12 машин                      | 300 ракет 9M311 «Сосна-Р» |                    |
|                     | С-125 «Печора»     | СССР                 | ЗРК малой дальности                   | С-125 «Печора» 2ТM  | 30+ систем                    | Неизвестно                |                    |
|                     | С-75 «Двина»       | СССР                 | ЗРК средней дальности                 | С-75 «Волга» 2MВ    | 30+ систем                    | ~1000 ракет               |                    |
|                     | Куб                | СССР                 | ЗРК среднего радиуса действия         | 2К12                | 10+ систем                    | 1600 ракет                |                    |
|                     | Стрела-10          | Россия               | ЗРК малого радиуса действия           | Стрела 10M3MВ       | 20 ПУ                         | 200 ракет                 |                    |
|                     | Стрела-2           | СССР                 | Переносной зенитно-ракетный комплекс  | Стрела 2M           | 100 ПУ                        | 350 ракет                 |                    |
|                     | Игла               | Россия               | Переносной зенитно-ракетный комплекс  | Игла-С              | 50 ПУ                         | 400 ракет                 |                    |
| Зенитная артиллерия |                    |                      |                                       |                     |                               |                           |                    |
|                     | ЗСУ-23-4 «Шилка»   | СССР                 | Зенитная самоходная установка         | ЗСУ-23-4M           | 100 установок                 |                           |                    |
|                     | С-60               | СССР                 | 57-мм зенитно-артиллерийский комплекс | С-60                | 250                           |                           |                    |
|                     | 61-К               | СССР                 | 37-мм автоматическая зенитная пушка   | Двуствольная версия | 260                           |                           |                    |
|                     | ЗУ-23              | СССР                 | 23-мм спаренная зенитная установка    |                     | 2500                          |                           |                    |
|                     | ЗПУ-4              | СССР                 | 14,5-мм зенитная пулемётная установка |                     | 1300                          |                           |                    |

## Ракетное вооружение
| Фото | Наименование   | Страна-производитель | Назначение                                        | Модификации                  | Носители                  | Количество                  | Комментарии            |
| ---- | -------------- | -------------------- | ------------------------------------------------- | ---------------------------- | ------------------------- | --------------------------- | ---------------------- |
|      | X-59 «Овод»    | Россия               | Тактическая ракета «воздух-поверхность»           | Х-59MK Х-59MK2 Х-59ME        | Су-30МК2                  | 280 ракет                   |                        |
|      | Х-31 «Криптон» | Россия               | Противокорабельная/Противорадиолокационная ракета | Х-31A Х-31П Х-31AM Х-31ПД    | Су-30МК2 Су-27СКМ         | 80 ракет более 100 заказано | Поставлены в 2012 году |
|      | Х-29           | Россия               | Тактическая ракета «воздух-поверхность»           | Х-29T Х-29TE                 | Су-30МК2 Су-27СКМ Су-22М4 | 100 ракет                   | [ 38 ]                 |
|      | Р-27           | Россия               | Ракета «воздух-воздух»                            | Р-27EР Р-27Р Р-27ET Р-27T    | Су-30MK2 Су-27            |                             | [ 39 ]                 |
|      | Р-73           | Россия               | Ракета «воздух-воздух»                            | Р-73                         | Су-30MK2 Су-27            | ~ 250 ракет                 | [ 39 ]                 |
|      | Р-77           | Россия               | Ракета «воздух-воздух»                            | ВВ-АЕ                        | Су-30MK2 Су-27СКМ         |                             |                        |
|      | Х-25           | Россия               | Тактическая ракета «воздух-поверхность»           | Х-25МЛ Х-25MП/Х-25МПУ Х-25MР | Су-22М4                   |                             |                        |
|      | Х-28           | СССР                 | Противорадиолокационная ракета                    | Х-28E                        | Су-22М4                   |                             | [ 40 ]                 |

Сняты с вооружения:
- Чехословакия Zlín Trener[англ.] — учебный (8)
- Чехословакия Aero Ae-45[англ.] — учебный (3)
- Чехословакия Aero L-29 Delfin — учебный (12)
- СССР Ли-2 — транспортный (24)
- СССР Ил-28 — тактический бомбардировщик (16)
- СССР Ил-14 — транспортный (45)
- СССР Ил-18 — транспортный (7)
- СССР МиГ-15 — истребитель (50)
- СССР МиГ-17 — истребитель (77)
- СССР МиГ-19 — истребитель (45)
- СССР Су-7- истребитель-бомбардировщик (30)
- СССР Як-40 — транспортный (15)
- СССР Ми-4 — транспортный (1). Использовался Хо Ши Мином
- ПНР Ми-2 — транспортный (24)
- США Douglas A-1 Skyraider — штурмовик (21)
- США Sikorsky H-34 — транспортный (34)
- США Cessna A-37 Dragonfly — лёгкий штурмовик (95)
- США Northrop F-5 — лёгкий многоцелевой истребитель
- США Northrop F-5E Tiger II — лёгкий многоцелевой истребитель
- США Northrop F-5B Freedom Fighter — учебный истребитель (3)
- США C-47 Dakota — военно-транспортный (16)
- США C-119 Flying Boxcar — военно-транспортный (5)
- США C-130 Hercules — военно-транспортный (4)
- США CH-47 Chinook — тяжёлый военно-транспортный вертолёт (23)
- США Cessna O-1 Bird Dog[англ.] — самолёт целеуказания и связи (19)
- США T-28 Trojan — учебно-тренировочный (14)
- США Cessna T-37 Tweet — учебно-тренировочный (9)
- США Bell UH-1 Iroquois — многоцелевой вертолёт (42). 15 UH-1H всё ещё в строю

Некоторые реактивные истребители (F-5 и A-37) были проданы в 1998 году, в настоящее время находятся в собственности частных компаний и частных лиц в Америке, Австралии, Новой Зеландии и Европе.
Нынешняя программа государственных закупок для ВВС и ПВО Вьетнама включает приобретение до 3 полков (по 12 самолётов) многоцелевых истребителей Су-30МК2 до 2015 года, а также есть планы по закупке современного ракетного комплекса С-400 «Триумф» ориентировочно к 2017 году. Вьетнам в последние годы осуществил модернизацию своей ПВО таким вооружением, как ЗРПК «Панцирь-С1» и модифицированным ЗРК «Бук».

## Символы
- Флаг
- Опознавательный знак